# Província do Rio de Janeiro
A Província do Rio de Janeiro foi uma província do Reino Unido de Portugal, Brasil e Algarves em 1821 e do Império do Brasil a partir de 1822. Foi criada a partir da Capitania do Rio de Janeiro (1565-1821). Em 1891, deu origem ao estado do Rio de Janeiro.

## História
Após a transferência da corte portuguesa para o Brasil em 1808, a autonomia política a que os fluminenses aspiravam não foi alcançada da mesma forma que nas demais capitanias do Brasil, transformadas em províncias em 1821, já que ao "ministro do Reino", cargo que foi, praticamente, um substituto para o de vice-rei com relação ao Rio de Janeiro, era confiada toda a sua administração. Tal situação perdurou nos primeiros anos após a independência do Brasil, ocorrida em 1822.
Aliado a isso, estava o fato de que a cidade do Rio de Janeiro era a capital do império e da província, o que fazia com que o ministro administrasse esta por meio de "Avisos", os quais dirigia às Câmaras Municipais de cidades que, naquela época, cresciam a passos largos devido à ampliação e fortalecimento da lavoura cafeeira, que já sobrepujava a força da lavoura canavieira na região Norte Fluminense, principalmente após a década de 1830. Em 1832, a província recupera os territórios próximos ao Rio Itabapoana, que se encontravam sob administração da capitania e depois da Província do Espírito Santo desde 1753.
Esta diferença na administração da província fluminense permaneceu até 12 de agosto de 1834, quando a regência que governava o país, por meio de Ato Adicional à Constituição do Império. Este Ato fez com que a cidade do Rio de Janeiro fosse compreendida em um Município Neutro, separado administrativamente da província, enquanto que esta passou a ter a mesma organização político-administrativa das demais províncias do país, com capital na Vila Real da Praia Grande — que nessa condição é elevada à categoria de cidade e, no ano seguinte esta passa a se chamar Niterói — tendo, agora, autorização para organizar sua própria Assembleia Legislativa e seu Corpo Policial, o que ocorre em 1835.
Já a cidade do Rio de Janeiro passou a ter uma Câmara Municipal autônoma, que cuidaria da vida daquela cidade sob os auspícios do governo imperial, apesar daquele município permanecer como primeiro distrito eleitoral da província fluminense, quando das votações para a Assembleia Geral, antecessora da atual Câmara dos Deputados, até 1891. Com a promulgação da primeira constituição brasileira, após a implantação da República, a província se transforma no estado do Rio de Janeiro, e o Município Neutro se transforma no Distrito Federal, separando, em definitivo, ambas unidades administrativas.

### Ascensão e queda do poder cafeeiro
A despeito da grande rotatividade ocorrida no poder da província fluminense logo após a criação do Município Neutro, que lhe deu oitenta e cinco governantes até o fim do Império, entre presidentes nomeados pelo imperador e substitutos legais empossados, a expansão da lavoura cafeeira trouxe prosperidade nunca antes alcançada. Tanto com o surgimento de novos centros urbanos pelo interior da província, quanto com o esplendor exibido nas fazendas dos "barões do café", via-se a riqueza trazida pelo "ouro verde", que também trouxe o desenvolvimento da educação, notado pela construção de várias escolas por todas as cidades, as quais começam a se conectar com o Município Neutro, bem como Niterói, por meio de diversas ferrovias.
Com isso, porém, convivia o trabalho escravo, base de sustentação da sociedade cafeeira fluminense e que crescia sem parar à medida que as lavouras se ampliavam pelo Vale do Paraíba. Nesse período, a província se tornou a mais rica e poderosa no país e sua principal exportadora. Essa situação perdurou até por volta de 1888. Com a abolição da escravatura, a aristocracia fluminense se empobrece, já que não tem mais sua mão de obra e ainda vê a exaustão do solo e a redução das safras colhidas ano após ano.

### Dissolução da Província
A decadência foi a tônica na província nos últimos dias do regime imperial. Na luta pela República, vários foram os fluminenses que se distinguiram, cabendo citar Antônio da Silva Jardim, Lopes Trovão, Rangel Pestana, entre outros. Também forte foi a presença de cidadãos fluminenses na campanha abolicionista. 
Com a Proclamação da República do Brasil, em 15 de novembro de 1889, logo ocorreram problemas políticos, a começar pelo último presidente da província, Carlos Afonso de Assis Figueiredo, o qual era aliado ao grupo adversário do marechal Deodoro da Fonseca. Tais confrontações foram, com o tempo, retirando-lhe a grandeza e o destaque conseguidos durante o Império. Com a promulgação da constituição brasileira de 1891, a província se tornou o estado do Rio de Janeiro, tendo este promulgado sua constituição a 9 de abril de 1892.